# Per-Larstjärnen (Bodsjö socken, Jämtland)
Per-Larstjärnen är en sjö i Bräcke kommun i Jämtland och ingår i Ljungans huvudavrinningsområde. Sjön har en area på 0,0959 kvadratkilometer och ligger 357 meter över havet.

## Delavrinningsområde
Per-Larstjärnen ingår i det delavrinningsområde (697700-145715) som SMHI kallar för Utloppet av Långselet. Medelhöjden är 374 meter över havet och ytan är 3,06 kvadratkilometer. Räknas de 8 avrinningsområdena uppströms in blir den ackumulerade arean 141,25 kvadratkilometer. Forsaån som avvattnar avrinningsområdet har biflödesordning 3, vilket innebär att vattnet flödar genom totalt 3 vattendrag innan det når havet efter 223 kilometer. Avrinningsområdet består mestadels av skog (86 procent). Avrinningsområdet har 0,26 kvadratkilometer vattenytor vilket ger det en sjöprocent på 8,6 procent.